# Površinska gostota naboja
Površínska gostôta nabôja ali ploskôvna gostôta nabôja (oznaka σ) je fizikalna in elektrotehniška količina, določena pri površinskem zvezno porazdeljenem naboju kot naboj e na enoto površine S:
{\displaystyle \sigma ={\frac {de}{dS}}}
Mednarodni sistem enot predpisuje za površinsko gostoto naboja izpeljano enoto A s m-2.